# Styresholm

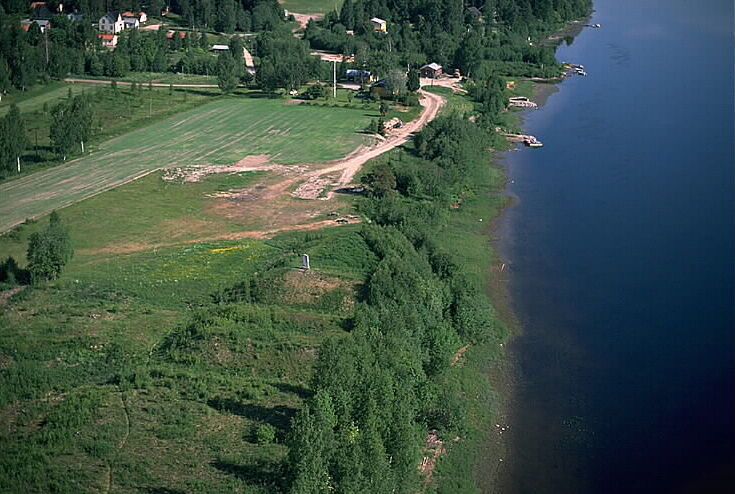
Jan Norrman, RAÄ, 1988

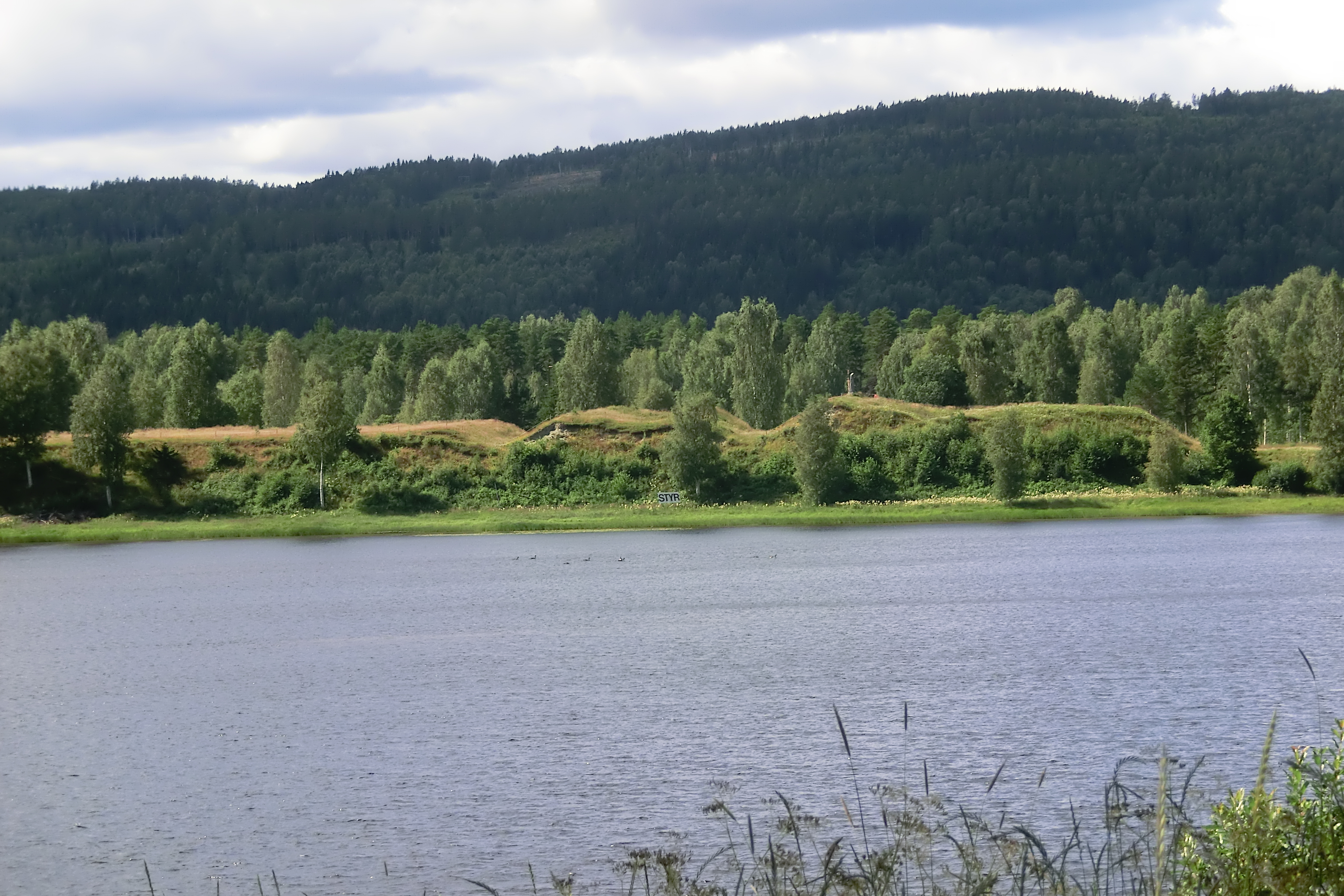
Från motsatta sidan älven 2012

Styresholm är en historisk befästningsanläggning invid Ångermanälven vid Prästmon i Torsåkers socken i Kramfors kommun.
Styresholm var en så kallad fogdeborg som byggdes i slutet av 1300-talet av den grupp med pirater som kallades Vitaliebröderna. Vitaliebröderna behärskade tidvis även Åbo slott, Korsholms slott samt Viborgs slott, den senare platsen belägen i nuvarande Ryssland. I den västra riksdelen behärskade de förutom Styresholm även Faxeholm i nuvarande Söderhamn. Vitaliebröderna gjorde efter 1398 en överenskommelse med Drottning Margareta, vilken innebar att Margareta övertog bland annat Styresholm. Efter år 1400 fanns sålunda unionsdrottningens danska fogdar på borgen och drev in skatt på handel.
Ångermanland var på medeltiden indelat i skeppslag och lydde, liksom övriga Norrland, under Upplands lagman. Styresholm ingick i riksstyrelsen.
Under medeltiden låg Styresholm på en ö mitt i älven som då kallades Styrån. Platsen för Styresholm låg vid den tiden rätt nära kustbandet. På grund av landhöjningen ligger numer Styresholm flera mil från öppna havet, dock fortfarande nåbar med båtar från havet.
Utgrävningar av de kullar som finns kvar gjordes på 1980-talet varvid en hel del fynd gjordes. 
Omkring 250 meter nordväst om Styresholm finns resterna av en annan medeltida befästningsanläggning som på senare tid benämnts Pukeborg efter Erik Puke som var en av upprorsmakarna under Engelbrektsupproret. Det som återstår av borgarna är platåer som är åtskilda av djupa vallgravar.